# Sant'Alberto (Ravenna)
Sant'Alberto (Sant'Albért in romagnolo) è una frazione del comune italiano di Ravenna, in Emilia-Romagna. 
Sorge a Nord di Ravenna, sulle antiche sponde del Po di Primaro (su cui oggi scorre il Reno). È stato circondato dalle Valli di Comacchio fino alla metà circa del Novecento, poi la bonifica del Lamone ha creato terreno fertile, favorendo l'immigrazione di contadini, provenienti soprattutto dai monti dell'Appennino. Con il ripopolamento, il paese ha cambiato identità, passando da borgo bracciantile a contadino.

## Storia

### S. Adalberto in Pereo
Nel 988, di ritorno in Italia dopo dieci anni di permanenza in Catalogna, San Romualdo decise di fondare un eremo nella sua terra. Scelse una zona disabitata a nord di Ravenna. Vi era una vasta area valliva, all'interno della quale emergevano delle isole. Sull'isola (o forse penisola) del Pereo (toponimo di probabile origine greca peraiòs/péros = 'oltre' [il Po]) fondò l'eremo. La striscia di terra emergeva dalle acque vallive appena a ridosso dell'attuale argine sud del fiume Reno, ai confini con le Valli di Comacchio. Romualdo soggiornò nell'eremo più volte.
Nell'autunno del 1001, Romualdo e l'imperatore Ottone III fondarono un monastero annesso all'eremo. Al monastero Ottone III unì un oratorio dedicato all'amico Adalberto, vescovo di Praga martirizzato in Polonia nel 997. Negli anni successivi fu aperto un hospitale per pellegrini ("romei") che provenivano dall'Alto Adriatico diretti a Roma. Nel monastero i chierici, tra cui San Romualdo, si prepararono per andare a portare la parola di Dio nell'Europa centrale (Boemia e paesi circostanti).
Distrutto in età moderna, di esso restano alcuni frammenti decorativi conservati presso il Museo nazionale di Ravenna, nel secondo chiostro.
L'ubicazione della chiesa di S. Adalberto, e di conseguenza del complesso monastico del Pereo, ci è nota grazie alla testimonianza del priore Giovanni Savini, il quale nel 1786, accluse all'«Inventario della chiesa priorale di S. Alberto» una mappa nella quale indicò con precisione il sito in cui in quel periodo giacevano i resti della chiesa. Secondo il Savini, l'edificio si trovava “nelle vicinanze del Po vecchio detto ora il Gattolo nella possessione de' (...) signori conti Capra detta il Pero, distante dal Po novo corrente meno di mezzo miglio e dalla chiesa presente miglia d'Italia andando verso il mare, circa due e mezzo”. Attualmente la distanza dal mare è di circa 10 chilometri.

### Fondazione di Sant'Alberto
Qualche secolo dopo furono i veneziani ad accorgersi ed impossessarsi del sito, fondandovi mar ca mo (ovvero "che si sente il mare muoversi"). Lo stanziamento nacque per il controllo del commercio del sale e delle derrate alimentari che risalivano la via d'acqua su fino a Parma e Piacenza. Inviso ai bolognesi, ai ravennati e ai ferraresi, fu distrutto diverse volte (almeno tre).
Dal 1509 Sant'Alberto fece parte dei domini dello Stato della Chiesa, inserito nella Legazione di Ravenna. Nel XVI secolo fu avviata un'intensa opera di bonifica con l'obiettivo sia di rendere salubre il territorio allontanando dalle abitazioni le malsane acque paludose, sia di ricavare nuovi terreni per la coltivazione. A seguito di queste intense bonifiche sparirono buona parte delle selvagge e incontaminate zone vallive circostanti Ravenna e così non solo il nome di Pereo, ma anche la conformazione ad isola della zona dell'attuale Sant'Alberto. Nel 1606 il corso del Po di Primaro fu raddrizzato con un lungo e largo scavo (il "Cavo Caetano", dal nome del cardinale Bonifacio Caetani, legato pontificio di Romagna). L'antico e tortuoso alveo del Primaro può essere osservato nel tracciato delle vie Gattolo superiore e Gattolo inferiore. Per effetto di questa opera idraulica, il paese di Sant'Alberto, che fino ad allora si trovava alla sinistra del fiume, ora si trovò alla sua destra, posizione che conserva tuttora.
Nel 1664, per volere del legato pontificio, il cardinale Celio Piccolomini, fu costruita la strada che collega Ravenna a Sant'Alberto, via di comunicazione in funzione ancora oggi.
Nel 1951 fu istituito l'Ente Delta Padano, con lo scopo di realizzare le ultime bonifiche, di frazionare parte dei latifondi e di introdurre al loro posto la piccola proprietà contadina a riscatto. Il territorio gestito dall'Ente interessava le province di Venezia, Rovigo, Ferrara e Ravenna. Furono realizzate varie opere: strade, scuole, chiese, ambulatori, piccole frazioni e bonifiche. A pochi chilometri da Sant'Alberto, sulla via che la collega a Ravenna, l'Ente Delta Padano costruì un piccolo centro abitato. Ad esso, in onore del famoso abate che poco distante costruì l'eremo del Pereo, è dato il nome di San Romualdo.

## Luoghi d'interesse
- Una notevole zona di interesse è, attraversato il fiume Reno, la Fossa augusta, un residuo dell'imponente canale navigabile voluto dall'imperatore romano per collegare il Porto di Augusto, base della Classis Ravennatis, con l'antico corso del Po.

- La cascina di Marcabò (il nome attuale) è nota, in epoca risorgimentale, per avervi trovato la morte di Anita Garibaldi e rifugio Garibaldi stesso coi suoi fidi (Ugo Bassi, Giovanni Livraghi e G.B. Culiolo, detto «Leggero»), in fuga dall'esercito austriaco dopo la caduta della Repubblica Romana.

- Poco lontano, a nord-est, sorge l'abitato di Mandriole, anch'esso originariamente un antico passo della via Romea che collegava Roma a Venezia.